# Uwsie
Uwsie – wieś na Ukrainie w rejonie tarnopolskim należącym do obwodu tarnopolskiego. 
Założona w 1785 r. Wieś należała wówczas do dystryktu brzezańskiego, jednego z 18 cyrkułów Królestwa Galicji i Lodomerii. Obok wsi do drugiej wojny światowej znajdowała się kolonia Tryhubowa.
Pod koniec XIX w. przysiółek wsi nosił nazwę Wydra.
W II Rzeczypospolitej miejscowość w powiecie brzeżańskim województwa tarnopolskiego.

W latach 1939–1944 nacjonaliści ukraińscy z OUN-UPA zamordowali tutaj 10 Polaków.